# Princess Point
Princess Point är en udde i Kanada.   Den ligger i provinsen Ontario, i den sydöstra delen av landet, 400 km sydväst om huvudstaden Ottawa.
Terrängen inåt land är platt åt nordost, men åt sydväst är den kuperad.Runt Princess Point är det mycket tätbefolkat, med 2 915 invånare per kvadratkilometer.. Närmaste större samhälle är Hamilton, 4,7 km sydost om Princess Point. 
Runt Princess Point är det i huvudsak tätbebyggt.